# Diplazium whitfordii
Diplazium whitfordii är en majbräkenväxtart som beskrevs av Edwin Bingham Copeland.
Diplazium whitfordii ingår i släktet Diplazium och familjen Athyriaceae. Inga underarter finns listade i Catalogue of Life.